# Bomsdorf (Neuzelle)
Bomsdorf (niedersorbisch Bónojce) ist ein Ortsteil der Gemeinde Neuzelle im Landkreis Oder-Spree in Brandenburg.

## Geschichte
Das Dorf Bomsdorf, heute zur Gemeinde Neuzelle gehörend, wurde in der Zeit der deutschen Kolonisation des Gubener Kreises, in naher Nachbarschaft zum 1268 gegründeten Zisterzienserkloster Neuzelle, vermutlich ebenfalls zwischen Mitte und Ende des 13. Jahrhunderts gegründet, also unter der Regierung Heinrichs des Erlauchten. Es wird erstmals in einer Urkunde des Klosters Neuzelle als „Boemensdorf“ erwähnt, und zwar anlässlich der Weihe der Kirche von Steinsdorf als Tochterkirche der Boemensdorfer Pfarrkirche am 18. November 1310. Als Kirchenpatron wird ein Frenzel von Boemensdorf genannt, somit erster namentlich bekannter Vertreter des hier auf einer Wasserburg ansässigen Rittergeschlechts von Bomsdorff. Als einziges Dorf im jetzigen Amt Neuzelle gehörte das Gutsdorf jedoch nie zum Besitz des Klosters. Der Ortsname variiert in späteren Urkunden u. a. zwischen Bogemstorph (1316), Bogemilsdorf (1327), Bamilsdorff (1387), Boemsdorff (1421), Bomestorff (1429), Bombstorf (1527). Das Gut war ein Lehen der Herrschaft Pförten. Bis 1698 blieb es im Besitz der Familie von Bomsdorff, danach wechselte es häufiger die Eigentümer. 1731 ließ Friedrich von Hayn ein vom Neuzeller Barock beeinflusstes Gutsschloss bauen. Ein Nachfolger aus der alten Familie von Wiedebach, der Offizier Prot von Wiedebach (1818–1892), veränderte 1850 den Bau im klassischen Stil. Prot war neben seiner Berufung als Bomsdorfer Gutsherr noch Mitglied des Preußischen Abgeordnetenhauses und Rechtsritter des Johanniterordens. Bomsdorf war Mitte des 19. Jahrhunderts ein Rittergut mit bedingter Ritterguts-Eigenschaft, geknüpft an die Erbfolge innerhalb der Wiedebachs. Das resultierte noch von der ehemaligen Vasallenabhängigkeit an der Standesherrschaft Pförten, aus ganz frühen Zeiten. Weitere Vertreter der Familie von Wiedebach waren dann wohl Walter von Wiedebach (1857–1909), respektive über den Vetter Paul von Wiedebach-Arnsdorf (1848–1923) dessen zweite Tochter Marie Hedwig (1882–1962). Sie war die offizielle Erbin von Bomsdorf und heiratete 1907 den späteren Hauptmann Kurt von Kunow (1878–1936). Kunow trat früh, bereits 1914 als Ehrenritter, dem Johanniterorden bei, wurde 1926 Rechtsritter und gehörte zur Brandenburgischen Provinzialgenossenschaft. Das Ehepaar von Kunow-Bomsdorf war auch Mitglied in der Deutschen Adelsgenossenschaft, Landesabteilung Ostmark.
In der Phase der Stabilisierung Anfang der 1920er Jahre sind für das Rittergut Bomsdorf die Daten vorliegend, die Größe umfasste immerhin 832 ha. Betrieben wurde hauptsächlich eine Schafsviehwirtschaft. An der Spitze der Gutes stand der Verwalter Paul Friske. In der Phase kurz vor der großen Wirtschaftskrise 1929 hatte das Rittergut mit Sägemühle und Vorwerk Schwerzko 795 ha. Verwalter war Alexander Broeck. Im Ort bestanden nach dem damals letztmals veröffentlichten Landwirtschaftlichen Adressbuch der Provinz Brandenburg mit den Betrieben der Familien Wilhelm Noack, Gustav Pusch, Oswald Schmidt, Paul Schneider sowie Emil Schulz weitere jeweils um die 20 ha große Bauernhöfe.
Bis zum Ende des Zweiten Weltkriegs bewohnten die Familie von Kunow-Bomsdorf als Erben der Wiedebach das Schloss. Danach diente es als Flüchtlingsunterkunft und für Wohnzwecke. 1976 verlor das Gebäude den Status eines Denkmals. 1997 bis 2000 wurde es von der Gemeinde Neuzelle umfassend saniert. Heute wird dort eine Schlossgaststätte betrieben.

## Verkehr
Busse der Linie 440 verbinden Bomsdorf mit Neuzelle und Eisenhüttenstadt.

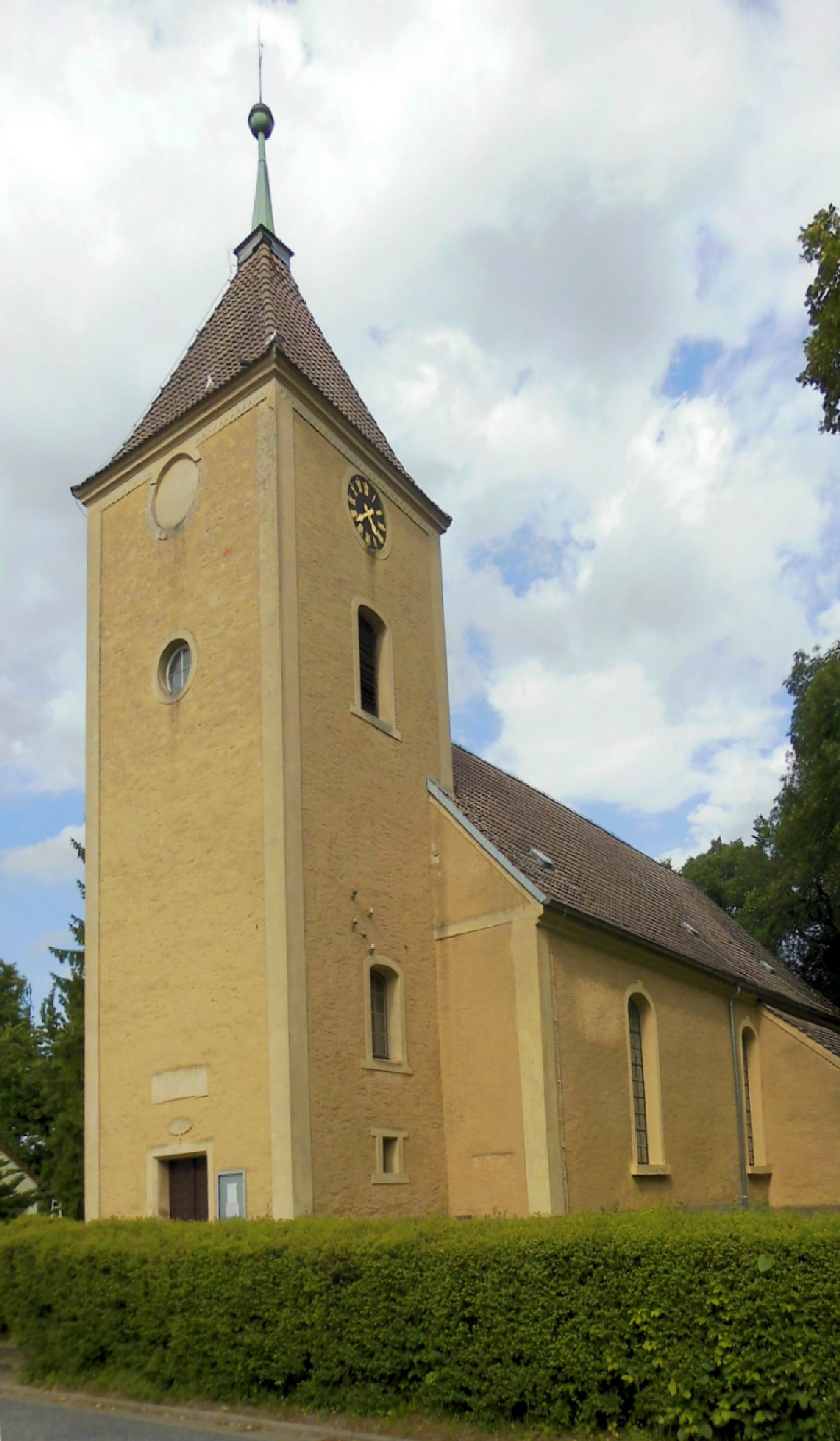
Dorfkirche

## Sehenswürdigkeiten
- Gutshaus Bomsdorf (Schlossgaststätte) mit Gutspark. Sehenswert ist der zehn Hektar große Park (unter Naturschutz) mit seinen mächtigen Eichen, Silberpappeln, Blutbuchen und Eschen in einer Landschaft aus sanften Hügeln und Teichen.
- Dorfkirche, eine barock umgestaltete mittelalterliche Saalkirche.